# Autostrada A15 (Italia)
L'autostrada A15 (detta anche Autostrada della Cisa) è un'autostrada italiana che attraversa la bassa valle del Taro e la Lunigiana, superando l'appennino tosco-emiliano presso il passo della Cisa. Inizia dall'autostrada A1 in prossimità di Parma e termina allacciandosi sull'A12 presso La Spezia, precisamente a Santo Stefano Magra, mettendo così in diretta comunicazione la pianura padana a nord con la riviera ligure e la Versilia a sud. Gestita interamente da Società Autostrada Ligure Toscana, fino al 1º novembre 2017 la gestione è stata quasi interamente a carico dell'Autocamionale della Cisa S.p.A., poi incorporata nella SALT (gruppo ASTM) stessa, e il suo intero percorso coincide con la strada europea E33. Con l'apertura del primo lotto della TIBRE nel 2025, anch'esso classificato come A15, dall'allacciamento dell'Autostrada A1 l'autostrada è stata prolungata fino al casello di Sissa Trecasali.

## Storia
Il primo progetto per questa autostrada è degli anni cinquanta con l'intento di fornire un itinerario alternativo per collegare la Pianura padana con la costiera tirrenica. Per la sua costruzione dovettero essere approntati numerosi viadotti e gallerie per poter raggiungere l'altitudine massima di 745 m s.l.m., a cui si arriva presso l'imbocco della galleria di valico. La sua struttura, a due carreggiate, è in ogni caso molto curvilinea e di conseguenza molto impegnativa per la guida e per i mezzi; per molti anni è stata uno dei percorsi utilizzati come test per i veicoli pesanti. L'apertura al traffico avvenne il 24 maggio 1975.

## L'autostrada oggi
L'autostrada si compone di due tratte contigue: la Parma-La Spezia, denominata Autostrada della Cisa, ed il Corridoio plurimodale Tirreno-Brennero (o semplicemente TIBRE) di cui è in servizio il solo primo lotto da Parma a Sissa Trecasali. 

### Tratto Parma-La Spezia
Il tratto autostradale ha origine dall'autostrada A1, nei pressi di Parma. Dopo l'uscita di Parma Ovest il percorso s'inerpica lungo la valle del Taro, con le uscite di Fornovo di Taro, Borgo Val di Taro e Berceto, tutte situate in territorio emiliano. Successivamente, dopo la galleria di valico, l'autostrada prosegue in territorio toscano, in cui si incontrano le uscite di Pontremoli e Aulla. Infine il percorso fa il suo ingresso in Liguria dove, dopo un brevissimo tratto, è situato l'innesto con l'autostrada A12 presso la piana di Santo Stefano di Magra, a pochi chilometri dalla Spezia.
Con un costo di 11,3 centesimi di euro per ogni chilometro percorso, al 2013 era la terza autostrada dal pedaggio più costoso d'Italia; ciò è principalmente dovuto alla complessità costruttiva del tracciato il quale, dovendo attraversare profonde gole e rilievi tipici dell'impervio Appennino Tosco-Emiliano, è realizzato principalmente su viadotti e attraverso gallerie. Ciò fa sì che la manutenzione ordinaria e straordinaria sia necessariamente frequente e costosa.
Le stazioni di servizio e le aree di sosta presenti sono sette, quattro in direzione La Spezia e tre in direzione Parma.

### Tratto Parma-Sissa Trecasali
Il tratto autostradale ha origine dall'autostrada A1, nei pressi di Parma senza soluzione di continuità con il tratto Parma-La Spezia. Dopo un breve tragitto di 9,5 km termina al casello di Sissa Trecasali, da cui ci si immette nella viabilità locale. Questo rappresenta il primo tratto del previsto Corridoio plurimodale Tirreno-Brennero, che dovrebbe terminare in località Nogarole Rocca, innestandosi nella A22 Modena-Brennero.

## Tabella percorso
| SISSA TRECASALI - LA SPEZIA Autostrada della Cisa | |       |       |           |                         |
| Tipo                                              | Indicazione | ↓km↓  | ↑km↑  | Provincia | Strada europea e/o note |
|                                                   | Sissa Trecasali | 9,5   | 0,0   | PR        |                         |
|                                                   | Area di servizio "Fontevivo" | 4,5   | 5,0   | PR        |                         |
|                                                   | Milano - Bologna | 0,0   | 108,5 | PR        |                         |
|                                                   | Parma Ovest | 5,2   |       | PR        |                         |
|                                                   | Area di servizio "Medesano" | 14,7  | 94    | PR        |                         |
|                                                   | Fornovo | 22,7  | 86    | PR        |                         |
|                                                   | Area di parcheggio "Grontone" | 37,5  | -     | PR        |                         |
|                                                   | Area di parcheggio "Case Pesci" | -     | 66,9  | PR        |                         |
|                                                   | Borgotaro | 42,1  | 66    | PR        |                         |
|                                                   | Area di parcheggio "Casacca" | 43,1  | -     | PR        |                         |
|                                                   | Berceto | 51,0  | 57    | PR        |                         |
|                                                   | Area di servizio "Tugo" | 54,3  | 54    | PR        |                         |
|                                                   | Area di parcheggio "Gravagna" | -     | 50    | PR        |                         |
|                                                   | Area di servizio "Montaio" | 65,3  | -     | MS        |                         |
|                                                   | Pontremoli | 74,6  | 34    | MS        |                         |
|                                                   | Area di servizio "San Benedetto" | 79,8  | 28    | MS        |                         |
|                                                   | Area di parcheggio "Lusuolo" | 86    | 23    | MS        |                         |
|                                                   | Aulla | 91,4  | 17    | MS        |                         |
|                                                   | Area di parcheggio "S. Stefano Magra" | 99,9  | 9     | SP        |                         |
|                                                   | Genova - Livorno | 100,7 | 8     | SP        |                         |
|                                                   | Barriera La Spezia | 101,7 | 7     | SP        |                         |
|                                                   | Diramazione Santo Stefano di Magra | 101,9 | 6     | SP        |                         |
|                                                   | Vezzano Ligure | 103,2 | 5     | SP        |                         |
|                                                   | Area di servizio "Melara" | -     | 2     | SP        |                         |
|                                                   | Melara - Pianazze | -     | 1,9   | SP        |                         |
|                                                   | Variante di La Spezia in costruzione |       |       | SP        |                         |
|                                                   | La Spezia Porto Raccordo per Lerici | 107,6 | 1     | SP        |                         |
|                                                   | La Spezia Via Carducci Centro città Imbarco crociere Traghetti per Isola Palmaria, Arcipelago Spezzino, Portovenere, Cinque Terre, Riviera di Levante e Versilia Portovenere Parco nazionale delle Cinque Terre | 108,5 | 0     | SP        |                         |

## Diramazione per Santo Stefano di Magra
Dal punto di incrocio con la A12 (al km 100,7), in direzione La Spezia, l'A15 era sin dall'inizio di competenza della società SALT S.p.A. In direzione La Spezia al km 101,9 l'A15 si dirama (tramite una interconnessione a quadrifoglio): da un lato prosegue (come diramazione) per 1,2 km verso la cittadina di Santo Stefano di Magra dall'altro lato prosegue (come A15) fino a La Spezia. La tratta classificata come autostrada termina in corrispondenza dello svincolo per la Zona Industriale, a 0,2 km da Santo Stefano di Magra, pertanto la lunghezza effettiva dell'autostrada è di 1,0 km.
| A15 Diramazione per Santo Stefano di Magra |                        |      |      |           |
| Tipo                                       | Indicazione            | ↓km↓ | ↑km↑ | Provincia |
|                                            | Santo Stefano di Magra | 0,0  | 1,2  | SP        |
|                                            | Zona Industriale       | 0,2  | 1.0  | SP        |
|                                            | Area Retroportuale     | 0,5  | 0.7  |           |
|                                            | A15                    | 1,2  | 0,0  |           |

## Raccordo La Spezia-Lerici
Il raccordo La Spezia-Lerici, nonostante sia a carreggiata unica con due sole corsie di marcia totali, presenta i segnali di inizio e fine autostrada e la segnaletica ha colore verde. Questo raccordo è anche classificato come R19 secondo la numerazione interna ed è lungo 3,7 km. La diramazione è gestita dalla SALT S.p.A., come appare indicato nei segnali di inizio autostrada.
| A15 Raccordo La Spezia - Lerici |                              |      |      |           |
| Tipo                            | Indicazione                  | ↓km↓ | ↑km↑ | Provincia |
|                                 | A15                          | 0,0  | 3,7  | SP        |
|                                 | Porto Est - Zona Industriale | 0,6  | 3,1  | SP        |
|                                 | Lerici - Romito Magra        | 3,7  | 0    | SP        |

## Lavori e progetti
Uno dei progetti allo studio è quello di prolungare questo percorso autostradale verso nord ed est attraverso il Corridoio plurimodale Tirreno-Brennero (Ti.Bre.). Il primo segmento di 9,5 km di questo nuovo tracciato, dallo svincolo dell'A1 presso Parma a Trecasali è stato realizzato tra settembre 2016 e luglio 2023, e aperto al traffico il 16 aprile 2025. Il restante tracciato dovrebbe poi toccare Martignana di Po per poi innestarsi a Bagnolo San Vito sulla autostrada A22 nei pressi del casello autostradale di Mantova sud.
Nel tempo si sono susseguiti interventi volti per rendere più lineare il tracciato e metterlo al sicuro dai movimenti franosi, grazie alla costruzione di nuovi viadotti e gallerie, come avvenuto fra il 2003 e il 2009 per il tratto di Roccaprebalza. Un imponente viadotto a due piani è stato privato del piano superiore e affiancato da un nuovo viadotto più rettilineo. Un'altra coppia di viadotti successiva è stata demolita e sostituita da due gallerie preesistenti, ma inutilizzate per difficoltà tecniche al tempo della costruzione dell'autostrada.

## Monumenti

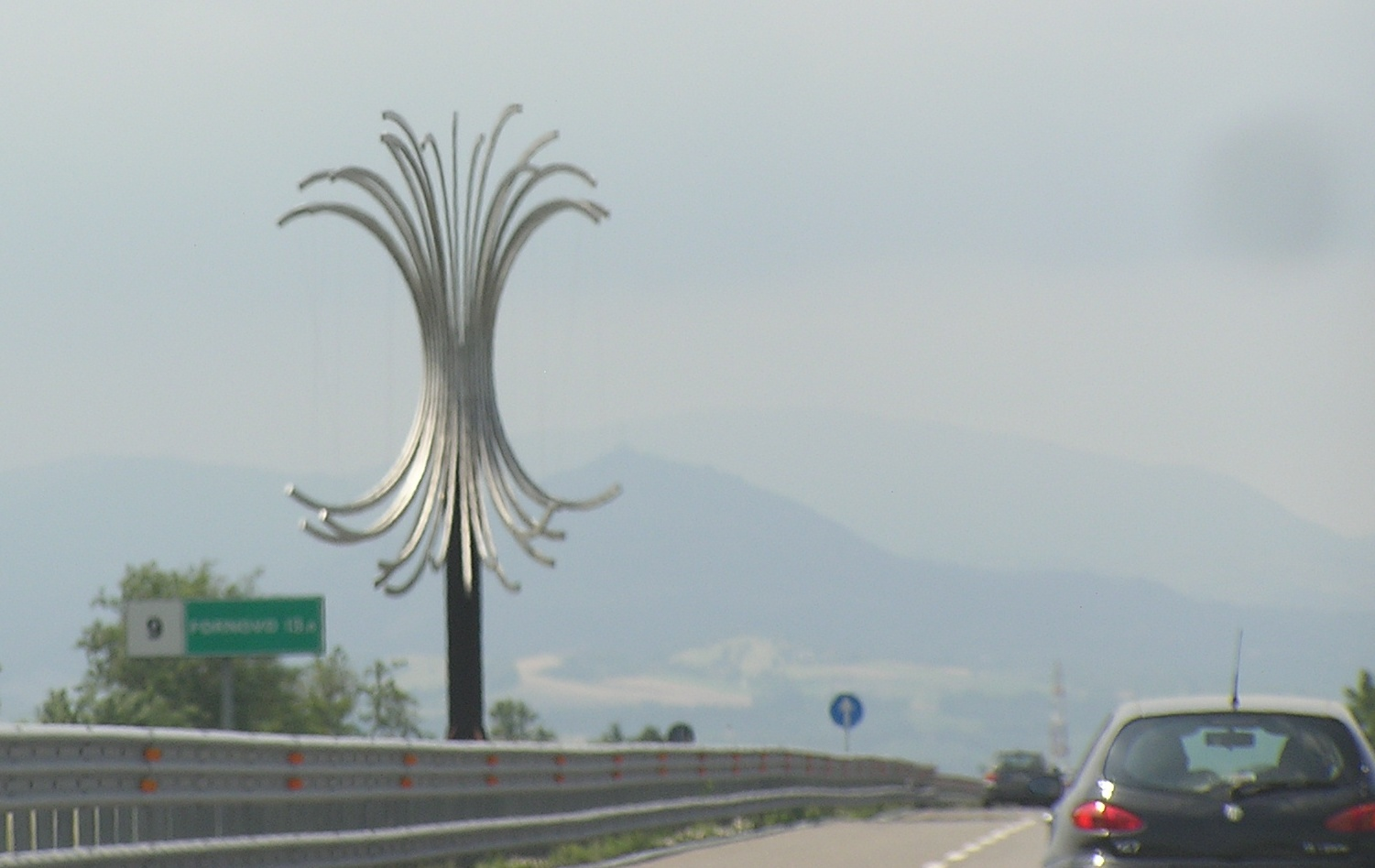
Il monumento del km 9 visto dagli automobilisti provenienti dalla A1.

Nei pressi del km 9 è situato un curioso monumento di "benvenuto" con tanti elementi a forma di "C", una sorta di "ciuffo" di acciaio e cemento, opera di Luigi Magnani, posto nell'ampia area spartitraffico tra le due carreggiate. Il monumento è rivolto verso gli automobilisti provenienti dalla A1.